# Іст-Пекос (Нью-Мексико)
Іст-Пекос (англ. East Pecos) — переписна місцевість (CDP) в США, в окрузі Сан-Мігель штату Нью-Мексико. Населення — 660 осіб (2020).

## Географія
Іст-Пекос розташований за координатами 35°34′36″ пн. ш. 105°39′0″ зх. д. / 35.57667° пн. ш. 105.65000° зх. д. (35.576531, -105.649983).  За даними Бюро перепису населення США в 2010 році переписна місцевість мала площу 9,33 км², уся площа — суходіл.

## Демографія
Згідно з переписом 2010 року, у переписній місцевості мешкало 757 осіб у 315 домогосподарствах у складі 203 родин. Густота населення становила 81 особа/км².  Було 391 помешкання (42/км²).
Расовий склад населення:
| - 69,2 % — білих - 1,6 % — корінних американців - 0,7 % — чорних або афроамериканців - 25,1 % — осіб інших рас |

До двох чи більше рас належало 3,4 %. Частка іспаномовних становила 86,9 % від усіх жителів.
За віковим діапазоном населення розподілялося таким чином: 25,4 % — особи молодші 18 років, 59,9 % — особи у віці 18—64 років, 14,7 % — особи у віці 65 років та старші. Медіана віку мешканця становила 40,7 року. На 100 осіб жіночої статі у переписній місцевості припадало 109,7 чоловіків;  на 100 жінок у віці від 18 років та старших — 101,8 чоловіків також старших 18 років.
Цивільне працевлаштоване населення становило 223 особи. Основні галузі зайнятості: науковці, спеціалісти, менеджери — 28,3 %, публічна адміністрація — 27,8 %, освіта, охорона здоров'я та соціальна допомога — 18,4 %, роздрібна торгівля — 15,7 %.